# 大耳拟扭叶藓
大耳拟扭叶藓（学名：Trachypodopsis auriculatas），又名大目拟扭叶藓，为扭叶藓科拟扭叶藓属下的一个种。